# Oreocharis pankaiyuae
Oreocharis pankaiyuae är en tvåhjärtbladig växtart som beskrevs av Mich. Möller och A. Weber. Oreocharis pankaiyuae ingår i släktet Oreocharis och familjen Gesneriaceae.

## Underarter
Arten delas in i följande underarter:
- O. p. pankaiyuae
- O. p. weiningense